# Viaductul Latinilor
Viaductul Latinilor (în franceză Viaduc des Latins, în occitană Lou pouont dei Latin) sau viaductul Forcalquier este un viaduct rutier pe drumul departamental D4100, care traversează valea râului Viou la intrarea în comuna Forcalquier din departamentul Alpes-de-Haute-Provence, în regiunea Provence-Alpes-Côte d'Azur din Franța. 

## Context
În 1878, în Franța a fost lansat planul Freycinet, un program ambițios demarat de ministrul Lucrărilor Publice, Charles de Freycinet, având drept scop construcția de căi ferate, canale și instalații portuare. Pornind de la intenția de a recupera întârzierea față de lucrările de infrastructură similare din Regatul Unit, Belgia sau Germania, planul își propunea, de asemenea, să favorizeze dezvoltarea economică și să conecteze la restul țării regiunile mai înapoiate.
Cu un buget inițial de circa 4,3 miliarde de franci, acest program prevedea realizarea a 181 de noi linii de cale ferată de interes general, însumând 8848 km în total, care urmau să se adauge marilor rețele existente, precum și liniilor locale. În legea din 17 iulie 1879, care stabilea cadrul juridic al acestei ambițioase întreprinderi, în cadrul listei celor 181 de căi ferate noi, la nr. 132 era menționată și o linie „de la Volx la Apt, cu o ramificație spre Forcalquier”.
Declararea utilității publice pentru construirea liniei a fost stabilită prin legea nr. 10.275 din 2 februarie 1881. Linia a fost concesionată cu titlu definitiv societății Compagnie des chemins de fer de Paris à Lyon et à la Méditerranée printr-o convenție semnată între Ministerul Lucrărilor Publice și companie, pe 26 mai 1883. Această convenție a fost aprobată printr-o lege din 20 noiembrie 1884.

## Viaductul peste râul Viou
Din cauza diferenței semnificative de nivel, la intrarea în localitatea Forcalquier a fost nevoie de construirea unui viaduct peste valea râului Viou. Acesta a fost realizat între anii 1882 și 1887, sub supravegherea inginerilor societății Jourdan et Soclet. Viaductul are o lungime de 136 de metri, o înălțime de aproximativ 25 de metri, și este compus din 7 arce din zidărie de piatră, fiecare cu o deschidere la naștere de circa 13 metri. În momentul inaugurării, viaductul era prevăzut cu o cale rutieră și una pietonală, tablierul său având o lățime de 11 metri.
Punerea pietrei de temelie a viaductului a coincis cu organizarea la Forcalquier a „Sărbătorilor internaționale ale latinității”, organizate în cadrul festivalului cultural „Floraliile Provenței”. La ceremonii au participat personalități și reprezentanți ai tuturor popoarelor de limbă latină, printre care poetul francez și provensal Léon de Berluc-Pérussis și poetul român Vasile Alecsandri.
Alecsandri a fost unul din principalii invitați ai festivităților. Într-o scrisoare trimisă participanților, Oswald Bouteille, deputat al arondismentului și unul din președinții de onoare ai comitetului de organizare, a mulțumit primarului localității Forcalquier „pentru onoarea de a mă asocia ca președinte cu domnul prefect de Basses-Alpes și cu ilustrul poet și om de stat român Alecsandri” și s-a scuzat că nu a putut să participe „la solemnitatea istorică și literară”, din cauza unor chestiuni politice care „interesează în cea mai mare măsură regiunea noastră”.
Pe 13 mai 1882 (15 mai 1882, după alte surse), în cadrul unei ceremonii oficiale, Vasile Alecsandri și Eugène Danican-Philidor, prefectul de Basses-Alpes, au pus piatra de temelie a viaductului peste Viou. În volumul 1 al publicației „Revue du monde latin”, apărut în 1883, se menționează însă că piatra de temelie a fost pusă de Alecsandri și de poetul irlandez William Bonaparte-Wyse, „latin de inimă și de adopție”. Conform tuturor surselor, Alecsandri a recitat o strofă improvizată pe moment pentru această ocazie. Impresionat, Camille Arnaud, primarul localității Forcalquier, a decis ca această strofă să fie gravată pe unul din arcele viaductului, iar Léon de Berluc-Pérussis a propus ca strofa lui Alecsandri să fie completată cu catrene similare în toate limbile și dialectele latine. Propunerea a fost acceptată, iar după finalizarea viaductului, pe fața nord-estică a pilei celei mai apropiate de localitatea Forcalquier au fost montate plăci de marmură pe care au fost inscripționate texte în limbile latină, română, franceză, italiană, romanșă, spaniolă, catalană și trei varietăți de occitană: dialectul vorbit în Languedoc, cel gascon din Aquitania și dialectul provensal. Plăcile sunt dispuse în forma unui cerc în centrul căruia a fost montată o placă de marmură conținând numele tuturor președinților comitetului de organizare a „Sărbătorilor internaționale ale latinității”, inclusiv cel al lui Vasile Alecsandri, precum și numele inginerilor responsabili cu execuția viaductului.
Pentru a sublinia originea latină a celor zece limbi și dialecte, vocala „U” a fost ortografiată „V” în toate cele zece inscripții.

### Inscripția în română
Placa de marmură pe care este gravată strofa în limba română a lui Vasile Alecsandri se află la baza de jos a cercului în care sunt dispuse plăcile cu cele zece inscripții, fiind din acest motiv și cea mai accesibilă. În timp, textele gravate pe plăci și-au pierdut parțial din claritate, dar în 1989, Marc Fassino, un localnic specializat în construcții și tăierea, fasonarea și finisarea pietrelor ornamentale, a restaurat-o pe cea inscripționată în română. O fotografie de dimensiuni mari a lui Marc Fassino recondiționând placa românească a fost montată și ea pe pila viaductului, în partea stângă a cercului alcătuit din cele 10 plăci.
Strofa improvizată ad-hoc de Vasile Alecsandri este următoarea:
|  | TE NASCE, VIADUCE, S'ADUCI IN ACEST LOC DIN PATRU PARTI A LUMEI AVERI, LUMINI, NOROC SI ALE TALE ARCURI INTINDESE DEPARTE CA SE 'NTRUNEASCA FRAȚII CE SOARTA 'NCA DESPARTE |

### Inscripția în latină
Textul în limba latină este opera comitetului „Sărbătorilor internaționale ale latinității” de la Forcalquier. Autorii articolului Le Viaduc des Latins, apărut în numărul din septembrie-decembrie 1883 al publicației „Revue du monde latin”, suspectează că forma elegantă a textului se datorează canonicului Émile Savy, „un erudit și un poet”. Placa gravată în latină se află la partea superioară a cercului format de cele 10 inscripții, diagonal opusă celei în limba română.
|  | În original: HUNC VIÆDUCTUM INTER FLORALES LATINARUM GENTIUM LUDOS SOLEMNITER INCEPTUM LINGUIS LATINIS NECNON DIALECTIS CELEBRARI VOLUERE S.P.Q.F. | Traducere în română: Aici, pe această cale, S-au inaugurat în mod solemn Floraliile popoarelor latine, Care doresc să celebreze Limbile și dialectele latine S.P.Q.F. (Senatus PopulusQue Forcalquier) |

### Inscripția în catalană
Pe placa de marmură inscripționată în catalană este gravată o strofă compusă de William Bonaparte-Wyse:
|  | În original: O POBLE ! ADMIRA MOS ARCHS QUE SON COM INMENSAS ALAS PER PORTAR A SOS FATS NOUS L'ANTIGUA VILA COMPTALA | Traducere în română: O, popor! Admiră-mi arcurile Care sunt ca niște aripi imense Ce vor purta către noile destinații Vechiul oraș de provincie |

### Inscripția în franceză
Pe placa de marmură inscripționată în franceză este gravat următorul catren compus de Léon de Berluc-Pérussis:
|  | În original: L'ORAGE A FUI DANS LE LOINTAIN VOYEZ SUR L'AZUR DE PROVENCE SURGIR L'ARC DE NOTRE ALLIANCE PAIX ET GLOIRE AU MONDE LATIN | Traducere în română: Furtuna a dispărut în depărtare, Vezi pe azurul Provenței Ridicându-se arcul alianței noastre, Pace și glorie lumii latine |

### Inscripția în italiană
Pe placa de marmură inscripționată în italiană este gravată o strofă compusă de Giuseppe Spera, abatele profesor al mănăstirii benedictine de la Cava dei Tirreni:
|  | În original: QUESTA VIA PIU ANNODI E STRINGA LE LATINE ILLUSTRI GENTI DI SUA AUREOLA LE CINGA CIVILTA COI SUOI PORTENTI | Traducere în română: Fie ca această cale să unească și mai mult Ilustrele națiuni latine Fie ca aureola sa să le înconjoare Civilizația cu minunile sale |

### Inscripția în spaniolă
Pe viaduct este montată și o placă incripționată cu o strofă în spaniolă, compusă „de un autor anonim”, conform numărului din septembrie-decembrie 1883 al publicației „Revue du monde latin”:
|  | În original: ¿ QUIÉN OS ALZÓ CON ARROGANTE TINO ATREVIDAS ARCADAS HASTA EL CIELO ? ¿ QUIÉN OS HIZÓ DEL VAPOR FIRME SUELO Y DEL PROGRESO VIA ? EL INGENIO LATINO | Traducere în română: Cine v-a ridicat, cu o atât de temerară pricepere, Arcuri îndrăznețe, până la cer? Cine v-a făcut solul de nezdruncinat al aburului Și al drumului către progres? Geniul latin. |

### Inscripția în romanșă
Placa de marmură pe care este gravată inscripția în limba romanșă reproduce o strofă compusă de poetul Gian Fadri Caderas:
|  | În original: SÜN QUAIST ARCH IL COUR SCULPESCHA PLEDS SINCERS D’LATINA SCHLATTA ED ETERN LIAM S-CHAFFESCHA CHA POSSAUNZ UNGUN’ABBATTA | Traducere în română: Pe acest arc inima a sculptat Cuvinte sincere ale seminției latine Și o legătură eternă a creat Pe care nici o putere nu o poate sfărâma |

### Inscripția în occitană de Languedoc
Placa de marmură pe care este gravată inscripția în dialectul de Languedoc reproduce și ea o strofă compusă de poetul Alphonse Roque-Ferrier. Strofa a fost ulterior publicată în ediția din anul 1883 a almanahului L'Iòu de Pascas, la pagina 85.
|  | În original: COUMA L'ARC DE TOUS PONTS VEI S'AVALÌ LA RARA DAU PAIS PROVÈNÇAU E DAU TERRAIRE AUPEN S'AVALIGOUN LOUS FLUMS, LOUS SERRES, L'AIGA AMARA, QUE COPOUN DAS LATINS L'EMPERI SOURELHENC! | Traducere în română: Precum arcul podurilor tale vede dispărând capătul Țării provensale și teritoriului alpin Dispar și râurile, munții și valurile amare Care despart de latini regatul însorit! |

### Inscripția în dialectul gascon
Placa de marmură pe care este gravată inscripția în dialectul gascon reproduce o strofă compusă de contele Raymond de Toulouse-Lautrec:
|  | În original: RES NOUS ARRESTO PAS, FRANCHISSEN LAS ABIMOS DE NAUTOUS EN AUTOUS TOUJOUR AVANSAREN NOSTRO AMO E NOSTRE COR SOUN FAITES PER LAS CIMOS SABEN PAS DEVALA MES NOUS ENAIRAREN | Traducere în română: Nimic nu ne oprește, traversăm abisul Din înălțime în înălțime mereu avansăm Sufletul și inimile noastre sunt făcute pentru vârfuri Nu știm să coborâm, ci doar să urcăm |

### Inscripția în dialectul provensal
Placa de marmură pe care este gravată inscripția în dialectul provensal reproduce o strofă compusă de poetul provensal Joseph Roumanille, fondator al asociației Félibrige pentru apărarea limbii occitane:
|  | În original: DE L'UNIOUN DI POPLE ROUMAN A LA FIN L'AUBO S'EI LEVADO DISON ÉSTI PEIRO GRAVADO QUE VEIREN LOU SOULÈU DEMAN | Traducere în română: Din uniunea popoarelor latine În final s-au ivit zorii. Spun aceste pietre gravate Că mâine vom vedea soarele |

### Funcționare
Ramificația spre Forcalquier a căii ferate a fost inaugurată pe 25 octombrie 1890. Pe 15 ianuarie 1934, Compagnie des chemins de fer de Paris à Lyon et à la Méditerranée a suspendat  trenurile de călători pe această linie, iar transportul de marfă a mai funcționat până pe 9 iulie 1956, când linia a fost închisă traficului feroviar. În consecință, șinele au fost demontate de pe viaduct, ceea ce a permis lărgirea căii rutiere. 
În prezent, viaductul deservește doar trafic rutier. Începând din 1960, șoseaua care traversează viaductul a purtat indicativul drumul național 100 (DN100). Prin decretul numărul 2009-615 din 3 iunie 2009, secțiunea dintre Céreste și La Brillanne a DN100 pe care se află viaductul a fost declasată în drumul departamental RD4100.
Viaductul de la Forcalquier a căpătat și o reputație tristă, după ce numeroase persoane s-au sinucis sau au încercat să se sinucidă aruncându-se în gol de pe el. Unele dintre acestea au fost salvate în ultima clipă de către trecători, pompieri sau poliție. În memoria celor care și-au pierdut viața, la partea superioară a viaductului a fost montată o placă comemorativă.